# Audrey I. Richards
Audrey Isabel Richards (* 8. Juli 1899 in London; † 29. Juni 1984 in Midhurst) war eine britische Ethnologin und Ernährungssoziologin. Zuletzt war sie Präsidentin des Royal Anthropological Institute of Great Britain and Ireland.

## Kindheit und Ausbildung
Audrey Richards wurde als Kind der gehobenen englischen Gesellschaft geboren und siedelte als Fünfjährige mit der Familie nach Indien um. Sie verbrachte somit ihre Kindheit in einer britischen Kolonie. Später musste sie zum Schulbesuch nach England zurück und blieb zunächst ohne Abschluss, wie seinerzeit für Mädchen nicht unüblich. Sie lernte stattdessen Stenographie und Maschinenschreiben und entwickelte eine innige Beziehung zu ihrem Lehrer Bronisław Malinowski.
Später studierte sie unter diesem bedeutenden Soziologen und promovierte 1930 zum Thema Landbau und Ernährung der Bemba (im heutigen Sambia). Malinowski entwickelte mit den Studenten während der Vorlesung seinen ideenanregenden Diskussionsstil, war bekannt für seine Lehrer-Schüler-Bindungen und verbrachte seine Urlaube mit den Studenten in Südtirol mit Feldforschung.

## Forschung
1931 schrieb sie über die matrilokale Gesellschaft der Bemba in Nordrhodesien (heute Sambia). Richards führte ihre Arbeit beim Völkerbund im Einsatz für die Opfer des 1. Weltkrieges in Deutschland fort und lernte Not und Hunger kennen. Anschließend wurde sie Lektorin an der London School of Economics and Political Science. Sie betrieb Feldforschung in Nord-Transvaal. Während des Zweiten Weltkrieges bekleidete sie eine leitende Position im Colonial Office (eine in Großbritannien sehr übliche Verbindung zwischen Kolonialverwaltung und Anthropologie), später wurde sie Reader an der University of London und 1950 zur Direktorin des East-Africa Institute of Social Research am Makerere Institute in Kampala (Uganda) berufen, dessen späterer Ruf ihr viel verdankt. Sodann kehrte sie an die Universität Cambridge zurück. Dort war sie an der Gründung des Centre for African Studies beteiligt. Audrey Richards untersuchte Rituale auf verschiedenen Ebenen und unterrichtete zum Thema Feldforschungstechnik mit Hilfe des Filmes: „On Field Technics“. Sie wurde mit der Zeit für ihre (damals) unorthodoxen Forschungsmethoden bekannt. So schickte sie z. B. ihre Schüler auf Märkte, um Daten zu erheben.
Sie arbeitete mit Ökonomen, Historikern und Psychologen eng zusammen und verglich die Ansätze verschiedener Wissenschaften. Ihr Ziel war es, durch ihre Arbeit immer mehrere Wissenschaftsbereiche einzubeziehen.
1956 schrieb sie ihr drittes Buch: „Chisungu“. Es befasst sich mit einem weiblichen Initiationsritual. Richards gab häufige Radiointerviews und erhielt 1955 für ihre Arbeit den C.B.E. Seit 1967 war sie Mitglied (Fellow) der British Academy. 1974 wurde sie in die American Academy of Arts and Sciences gewählt. Als Präsidentin des Royal Anthropological Institute arbeitet sie bis zu ihrem Tod.

## Persönliches
Ursprünglich war die Beziehung zu ihrem Lehrer, Malinowski eher platonisch; doch nach dem Tod seiner Frau wurde sie Ersatzmutter seiner Kinder. Zur Heirat kam es nicht. Ihr Briefwechsel mit ihrer Familie ist erhalten. Sie galt als abenteuerlustig und genoss die Feldforschung. Sie schoss ihre Nahrung selbst und war mit Zelt und Fahrrad auf Forschungsreise. Zeitgenossen beschrieben sie als temperamentvoll, quirlig, ironisch, humorvoll, spitzzüngig, witzig und engagiert. Sie sei intelligent, aber weniger hübsch gewesen. Ihre Motive waren vor allem das soziale Engagement (auch durch die eigene Familie) sowie eine starke Beziehung zu Hunger- und Ernährungsfragen auf Grund ihrer eigenen Kindheit in Indien. Das starke soziale Engagement der Anthropologinnen dieser Zeit wurde von Seiten der britischen Kolonialbeamten als störend empfunden und eher negiert. Diese Ablehnung überwand Audrey Richards durch ihre stetige Arbeit.

## Publikationen (Auswahl)
- Hunger and work in a savage tribe: a functional study of nutrition among the Southern Bantu. Routledge & Kegan Paul, London 1932
- Land, Labour, and Diet in Northern Rhodesia: and economic study of the Bemba tribe. Oxford University Press, Oxford 1939
- Some types of family structure amongst the Central Bantu. 1950
- Chisungu: a girl's initiation ceremony among the Bemba of Northern Rhodesia. Faber, London 1950
- Changing structure of a Ganda village: Kisozi, 1892–1952. East African Publishing House, Nairobi 1966 (East African Studies 24)
- mit Marilyn Strathern: Kinship at the Core: An Anthropology of Elmdon, a Village in North-west Essex in the Nineteen-Sixties. Cambridge University Press, Cambridge 1981
- The Multicultural States of East Africa. McGill-Queen's University Press,  Montreal 1969